# Hogar (revista)
Revista Hogar es una publicación mensual editada y distribuida en Ecuador con sede en Guayaquil.
Hogar es la revista insignia femenina de Editores Nacionales, empresa editora de revistas del Ecuador. 
La revista Hogar fue fundada el 18 de septiembre de 1964 por Rosa Amelia Alvarado Roca, quien actualmente es su presidente y director general.
Desde su fundación el 18 de septiembre de 1964, Hogar es la tercera revista del Ecuador, con más de cinco décadas de trayectoria.
Hogar recoge puntos de vista diversos para contribuir a la reflexión de sus lectores sobre los hechos y personajes que hacen noticia.

## Secciones
- Actualidad
- Cocina
- Decoración
- Moda
- Belleza
- Dieta
- Salud
- Ejercicios
- A Fondo
- New age
- Turismo[3]